# D-Star One Sparrow
D-Star One Sparrow  ist ein deutscher Nanosatellit, der von dem Berliner Unternehmen German Orbital Systems GmbH konstruiert und gebaut wurde. D-Star One ist der erste private deutsche CubeSat, der erste deutsche D-STAR-Kommunikationssatellit. Damit ist er nach TabletSat-Aurora und OUFTI-1 weltweit bereits der dritte Satellit mit diesem Übertragungsstandard.
Der Start war bereits der dritte Versuch, das D-Star-One-Projekt im Orbit zu platzieren, kam es doch bei einem Fehlstart am 28. November 2017 zu einem Totalverlust. In nur 44 Tagen konnte ein Ersatzsatellit aufgebaut werden, am 1. Februar 2018 gestartet wurde und die Bezeichnung D-Star One v.1.1 Phoenix (2018-014J). Phönix konnte jedoch nicht in Betrieb genommen werden.

## Aufbau
D-Star-ONE Sparrow wurde durch das Berliner Unternehmen German Orbital Systems GmbH in Zusammenarbeit mit der tschechischen Firma iSky Technology s.r.o. als Demonstrationsprojekt entwickelt und gebaut.
D-Star One ist mit vier identischen D-Star-Funkmodulen ausgestattet, die alle im Halbduplex-Modus betrieben werden. Zwei Module werden für die Steuerung und die Telemetrie verwendet und arbeiten auf identischen Frequenzen. Beide Module können senden und empfangen. Um Informationsverlust zu vermeiden, antworten sie nacheinander. Daher wird jeder Telemetrie-Satz zweimal wiederholt. Beide Module verfügen über eine D-Star-Sprachnachricht, die jedoch nur während LEOP für ein Modul aktiviert ist. Die Baken-Nachricht wird einmal pro Minute wiederholt.
Die anderen beiden Module dienen dem Amateurfunkdienst über Satelliten. Beide Module nutzen die gleichen Frequenzen, d. h. ein Modul ist ausgeschaltet, solange das andere keine Degradationseffekte zeigt. Auch hier wird der Halbduplex-Modus angewendet. Die Module sind so konfiguriert, dass sie als D-Star-Repeater arbeiten, indem sie die empfangenen D-Star-Frames auf der Downlink-Frequenz übertragen.

## Mission
D-Star One Sparrow wurde am 27. Dezember 2018 gemeinsam mit der Hauptnutzlast, den Satelliten Kanopus-V-5 und -6 und weiteren 25 Kleinsatelliten, darunter D-Star One iSat, UWE-4 und ZACube-2 mit einer Soyuz-2-1a Fregat-M vom russischen Kosmodrom Wostotschny gestartet. Die erste Telemetrie wurde am 29. Dezember 2018 durch Mike Rupprecht, DK3WN empfangen. Die ersten Verbindungen meldeten Wladimir Chornej, EU1SAT und Scott Chapman, K4KDR.

## Frequenzen
- Uplink: 437,325 MHz (D-Star)
- Downlink: 435,525 MHz (D-Star, Sendeleistung 800 mW … 1200 mW)
- Telemetrie: 435,700 MHz 4k8 GMSK Mobitex (CMX990 Mobitex Format)
- Rufzeichen: DP1GOS

Die Nutzung der Amateurfunkfrequenzen wurde nicht mit der IARU koordiniert.